# شین (دهانه)
شین یک دهانه برخوردی در ماه‌ است.

## دهانه‌های اقماری
این دهانه ۴ دهانه اقماری دارد.
| Shayn | عرض جغرافیایی | طول جغرافیایی | قطر          |
| ----- | ------------- | ------------- | ------------ |
| Y     | ۳۵.۹° N       | ۱۷۱.۷° E      | ۲۳.۰ کیلومتر |
| H     | ۳۱.۴° N       | ۱۷۵.۵° E      | ۳۸.۰ کیلومتر |
| B     | ۳۴.۵° N       | ۱۷۳.۵° E      | ۳۵.۰ کیلومتر |
| F     | ۳۳.۰° N       | ۱۷۵.۵° E      | ۳۸.۰ کیلومتر |